# Reinhard Iselin

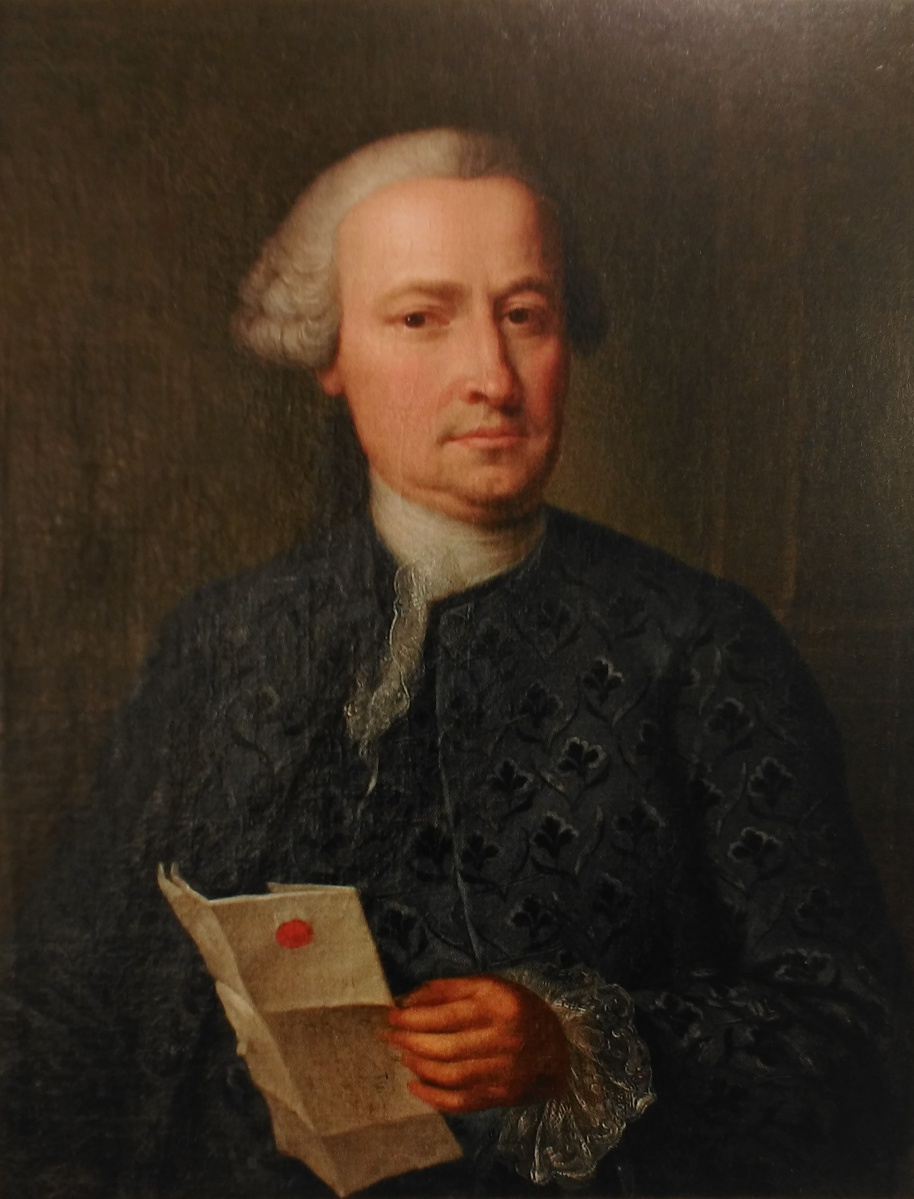
Reinhard Iselin, 1766

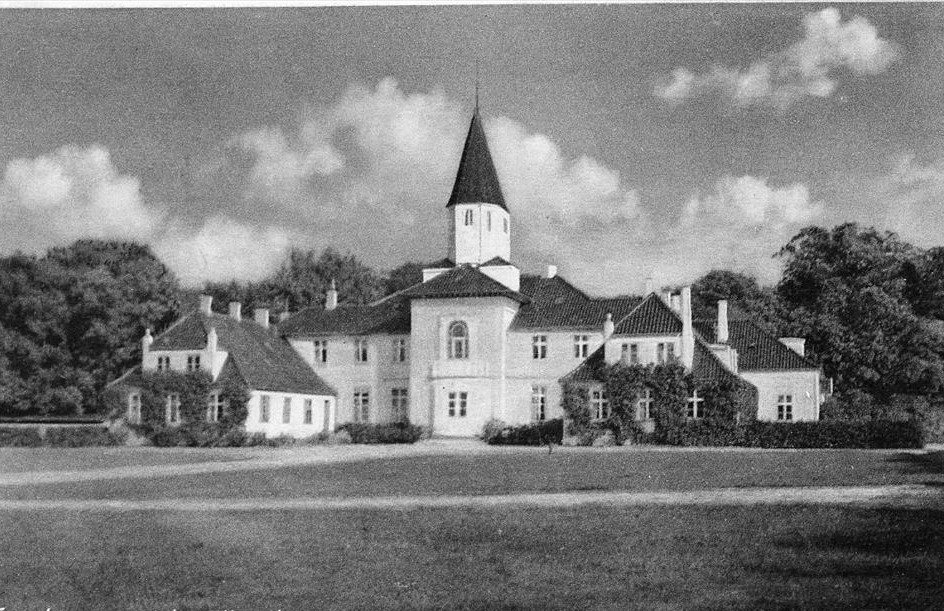
Iselingen, etwa 1950

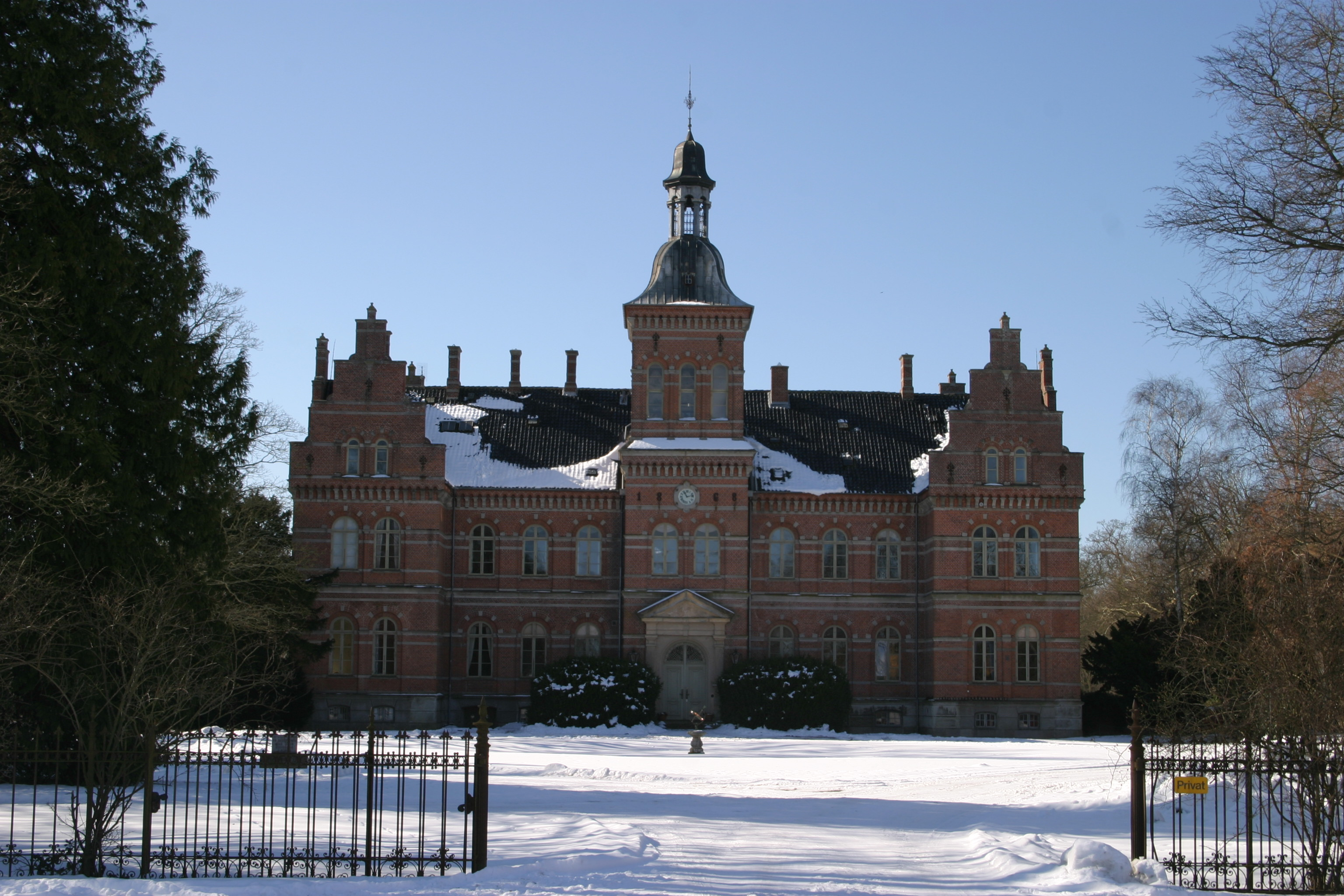
Rosenfeldt, 2005

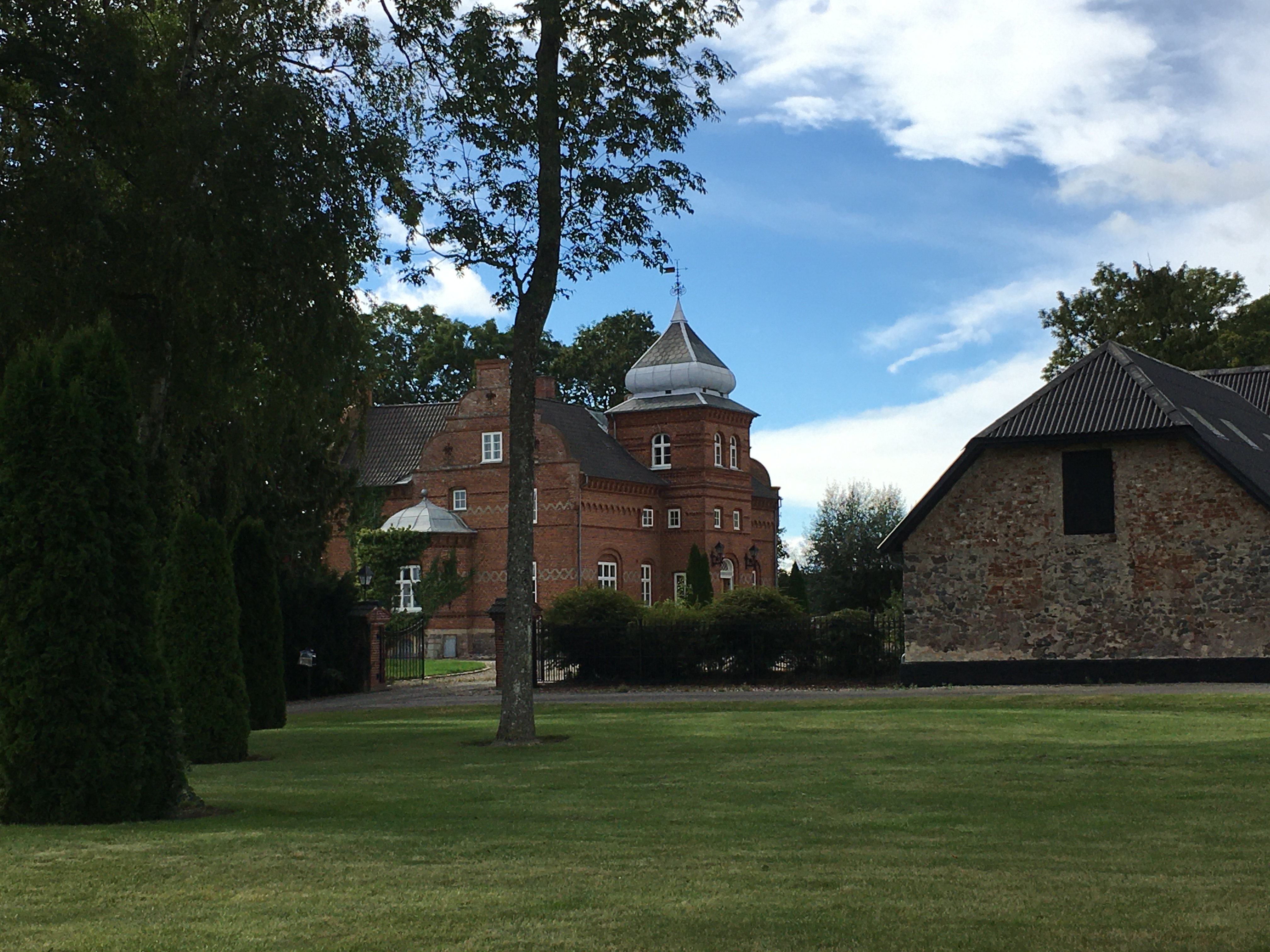
Snertingegaard, 2022

Reinhard Iselin, ab 1776 Baron Reinhard Iselin (* 5. April 1715 in Brugg oder 8. April 1714 in Basel; † 10. oder 14. April 1781 in Kopenhagen), war ein schweizerisch-dänischer Schiffseigner, Tuchhändler und Bankier.

## Leben

### Familie
Reinhard Iselin war ein Sohn von Johann Ludwig Iselin (* 3. September 1676 in Basel; † 28. Mai 1745 ebenda), einem Gürtler und Wirt, und dessen zweiter Ehefrau Margaretha (* 30. September 1677 in Basel; † 9. Oktober 1755 ebenda), der Tochter des Präzeptors Reinhard Schrotberger (1652–1718). Ausser seinen drei leiblichen Geschwistern hatte er noch einen Halbbruder aus der ersten Ehe seines Vaters.
1752 heiratete er in Kopenhagen Anna Elisabeth (* 20. August 1735 in Kopenhagen; † 17. März 1786), die Tochter seines ehemaligen Arbeitgebers Michael Fabritius de Tengnagel (1697–1746). Aus der Ehe gingen vier Kinder hervor, zwei seiner Söhne verstarben jedoch noch im Säuglingsalter. Als Witwe heiratete sie 1783 Johan Frederik Classen (1725–1792), der 1756 zusammen mit ihrem Onkel Just Fabritius (1703–1766) Frederiksværk erhalten hatte und dort eine Fabrik für Schießpulver und Kanonen betrieb.
Er besaß seit 1774 die Anwesen Iselingen und Rosenfeldt sowie Snertingegaard in Vordingborg. Außer Grundbesitz auf Seeland hatte er Rosenvænget in Østerbro und den Sommersitz Gramlille in Lyngby.
Iselin wurde in der Krypta der Christianskirche in Kopenhagen beigesetzt.

### Werdegang
Um im Kaufmannsberuf ausgebildet zu werden, wurde Reinhard Iselin von seinem Vater zum Handelshaus Gemuseus in Basel gesandt. Nach seiner kaufmännischen Ausbildung entschloss er sich 1740, nach Kopenhagen zu ziehen. Dort trat er eine Anstellung als Handelsbediensteter bei der dänischen Firma Fabritius & Wever an. Aufgrund seines Engagements und Talents stieg er rasch innerhalb des Unternehmens auf und erreichte schließlich die oberste Firmenleitung. In dieser Funktion wurde er zum Bevollmächtigten des Unternehmens ernannt.
Im Jahr 1748 wurde Iselin in die Basler Zunft zu Safran aufgenommen. Ein Jahr später, 1749, trat er der Innung der Großkaufleute von Kopenhagen bei. Im selben Jahr gründete er sein eigenes Bank- und Handelshaus, das unter dem Namen R. Iselin & Cie bekannt wurde. Dieses Unternehmen führte mit vier Schiffen insgesamt 65 Expeditionen nach Dänisch-Westindien durch und spielte eine wesentliche Rolle im Handel zwischen Dänemark und anderen europäischen Ländern. Er holte mehrere Schweizer Landsleute ins Land, die er an sein Handels- und Industriehaus knüpfte.
1754 nahm er an der Gründung einer Textilfabrik teil, und im folgenden Jahr erhielt er das Privileg für eine Kattun-Druckerei auf den Ländereien von Christiansholm. 1772 kaufte er die Outerloosche Gerberei und betrieb außerdem eine große Zuckerraffinerie in Kopenhagen. Reinhard Iselin, der schon lange Schwarzpulver und Salpeter an die dänische Regierung verkauft hatte, war stark in die Eisenwerke von Froland bei Arendal in Norwegen engagiert, wo er etwa zwei Fünftel des Kapitals besaß; dazu finanzierte er Plantagen auf den dänischen Virgin Islands und Handelsschiffe in die Karibik.
Reinhard Iselin gehörte zu den wohlhabendsten Kaufleuten seiner Zeit und stellte auf Anfrage von Johann Hartwig Ernst von Bernstorff Mittel für Staatsanleihen bereit. Zudem stellte er wichtige Kontakte zwischen dem dänischen Hof, privaten dänischen Kunden und der Schweizer Bank Leu her. So vermittelte er unter anderem einen Kredit an die Gebrüder Brown, der mit einer Zuckerrohr-Sklavenplantage auf St. Croix abgesichert wurde. Die Sklaverei auf St. Croix war eng mit der Zuckerrohrproduktion verbunden, die einen wichtigen Wirtschaftszweig für die dänische Kolonie darstellte.
Die Karriere von Reinhard Iselin nahm 1760 einen weiteren Aufschwung, als er zum königlich-dänischen Justizrat ernannt wurde. In dieser Position war er nicht nur für rechtliche Angelegenheiten zuständig, sondern auch in der Verwaltung des dänischen Handels aktiv. Zudem war er von 1759 bis 1769 Direktor der Dänisch-Asiatischen Kompanie, was seine Einflussnahme auf den internationalen Handel weiter ausbaute.

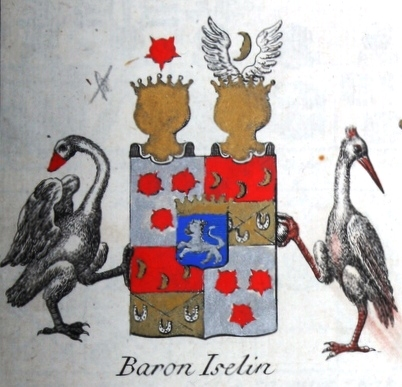
Wappen von Reinhard Iselin

Sein Engagement und seine Verdienste führten 1766 zur Ernennung zum Etatrat und 1769 zum königlich dänischen Konferenzrat. Sieben Jahre später, 1776, erfolgte seine Erhebung in den Adelsstand als Baron und er wurde Geheimer Staatsrat. Diese Auszeichnungen unterstrichen seine bedeutende Rolle in der dänischen Gesellschaft und Politik seiner Zeit.
Sein Einfluss und seine unternehmerischen Aktivitäten trugen wesentlich zum wirtschaftlichen Wachstum Dänemarks im 18. Jahrhundert bei.